# 予備審問
予備審問（よびしんもん、英: preliminary hearing）は、主にコモン・ローの国で、刑事訴訟における正式の裁判に先立って、当該案件を審理する（起訴する）に足りる証拠があるか否かを判断する手続をいう。
同様の性格を持つ手続に、大陸法系の国々に見られる予審（よしん、独: Gerichtliche Voruntersuchung）がある。ただし、予備審問が捜査・訴追機関の提出する証拠によって裁判官などが起訴の当否を判断するのみであるのに対し、予審では、強制捜査権を持つ予審判事が自ら積極的に証拠を収集する点で、刑事手続に対する思想が根本的に異なる。

## 予備審問
公訴の提起（起訴）を私人が行う私人訴追を原則とするイギリスにおいて、濫訴を防止するために採用された。その後、イギリス法を継受したアメリカ合衆国や一部の大陸法国においても行われるようになり、現在に至っている。
アメリカ合衆国憲法修正5条では、大陪審による起訴を保障しているため、連邦裁判所の事件（連邦法違反）については予備審問ではなく大陪審によって起訴の当否が決定される。連邦刑事訴訟規則には治安判事による予備審問の規定があるが、大陪審による正式起訴がされた場合等は除外されているので、予備審問は基本的に必要とされない。一方、州裁判所では大陪審の起訴によらなくてもよいと解されており、それに代わる制度として、およそ半数の州が予備審問を採用している。
予備審問においては、起訴をするか否かは、大陪審ではなく裁判官（多くは治安判事）が判定する。予備審問で証拠が不十分とされた場合、被疑者は起訴されないが、後日の追加捜査により証拠が整った場合には、再度予備審問が開かれる可能性がある。
アメリカでは、予備審問に対するアクセスにはアメリカ合衆国憲法修正第1条の保障が及び、公開で行わなければならない。非公開とするためには、(1)政府側のやむにやまれぬ利益のために非公開が必要とされ、(2)その利益を達成するために限定的な方法で行われることが必要である。

## 予審

### 日本
日本の予審制度は、1880年（明治13年）に制定された治罪法に始まる（治罪法はフランスのギュスターヴ・エミール・ボアソナードによって起草され、フランス法の影響を受けた）。その後、1890年（明治23年）に制定された刑事訴訟法（旧々刑事訴訟法、明治刑事訴訟法、明治23年法律第96号）に受け継がれた。
予備審問を採用している国々とは異なり、予審制度のもとでは強制処分はもっぱら予審判事の権能とされた。このため、治罪法や1890年（明治33年）に制定された刑訴法（明治刑訴法）では、司法警察官吏や検事（検察官）には現行犯の逮捕権のみが与えられていた。しかし、1922年（大正11年）にドイツ刑訴法の影響を受けて全面改正された刑事訴訟法（大正刑事訴訟法）では、「急速を要する」場合に検事に勾引状・勾留状の発付を認め（123条・129条）、また例外的に検事や司法警察官吏による逮捕を認め（124条）、「強制処分は司法権のみが行使できる」という原則は後退した。
日本の予審制度の下においては、予審調書が公判における証拠として認められており、証拠価値は高いものとされていた。他方、公判審理が予審調書中心になってしまい、公判審理が形骸化した問題もあった。
1947年（昭和22年）に施行された日本国憲法の施行に伴う刑事訴訟法の応急的措置に関する法律によって予審の廃止が規定され、1949年（昭和24年）の刑事訴訟法改正（新刑事訴訟法）によって予審制度が法構造から廃止となった。

### フランス
フランスでは、重罪事件のときとそれ以外(軽罪・違警罪)のときに分けられている。重罪事件の場合、予審判事による予審と、控訴院の弾劾部（重罪公訴部・予審部とも訳される）による予審を経て、重罪院の審理に付される。それ以外の事件については、必ずしも予審は必要な手続ではなく、検察官が不起訴を決定する場合もあるが、不起訴事件の記録も全て保管される。
フランスの重罪事件の刑事手続は、2000年6月15日法律（無罪推定保護および犯罪被害者の権利強化に関する法律）により改正され、重罪事件が軽罪事件と同様の2審制（ただし、違警罪・軽罪事件は違警罪裁判所・軽罪裁判所→控訴院軽罪控訴部という方式なのに対し、重罪事件の場合には重罪院→破毀院刑事部が指定する別の重罪院〔原審より陪審員が3名多い構成で覆審する。控訴重罪院と呼ばれる〕という方式）を採ることになったのに伴い、重罪事件の予審手続も改正された。
今まで重罪事件は重罪院判決が第一審かつ終審だったかわりに、重罪事件の予審は予審判事による予審の後、控訴院弾劾部による2段階の予審が必要的とされていたが、2000年6月15日法律によって、予審判事が直接重罪院公判に付すことができるようになった。ただし、不服がある当事者は控訴院予審部（Chambre d'instruction de la cour d'appel）に予審抗告をすることができる。控訴院予審部は弾劾部（重罪控訴部）を2000年6月15日法律で改組したものである。なお、予審判事の処分（日本では捜査に相当する事実行為が中心）に関しては従前より控訴院弾劾部に予審抗告が許されていたが、2000年6月15日法律では、検察側のみならず予審対象者や私訴原告人（犯罪被害者など民事上の請求を刑事手続において行う当事者）側にも従前以上に広範に予審抗告権を認めている。
予審判事は事案を正式な裁判に回すかを判断することを目的に重大な犯罪について強制捜査や長期の未決勾留の権限を持って容疑者の尋問や証拠収集を行うが、他の判事のチェックを事実上受けることなく単独で仕事をこなすことから「大統領よりも権力をもつ」とも評されている。しかし、一人の予審判事がウトロー事件という冤罪事件を起こしたことがきっかけで、2006年に一定の事件については複数の予審判事が予審を行う制度が導入された。
予審判事による予審をコントロールする控訴院予審部の決定に不服がある当事者は、破毀院刑事部（Chambre criminelle de la cour de cassation）に対して法令違反を理由として破毀申立（Pourvoi en cassation）を申し立てることができる。破毀申立は「上告」とも訳されるが、破毀院はあくまでも事実審の判決・決定の合法性を審査する純然たる法律審であり、フランス法ではこれを第三審とは捉えない。